# Guiglia
Guiglia – miejscowość i gmina we Włoszech, w regionie Emilia-Romania, w prowincji Modena.
Według danych na rok 2004 gminę zamieszkiwało 3737 osób, 77,9 os./km².